# Veliki Vareški
Veliki Vareški is een plaats in de gemeente Marčana in de Kroatische provincie Istrië. De plaats telt 24 inwoners (2001).